# Jamie Vardy
Jamie Richard Vardy (Sheffield, 11 gennaio 1987) è un calciatore inglese di ruolo attaccante, svincolato.
In carriera ha giocato per varie squadre delle serie dilettantistiche, prima di affermarsi con la maglia del Leicester City con cui ha vinto un campionato di Premier League (2015-2016), una FA Cup (2020-2021) e un Community Shield (2021). Con la nazionale inglese, nella quale conta ventisei presenze e sette gol, ha preso parte a un campionato europeo (2016) e a un campionato mondiale (2018).
A livello individuale ha vinto il premio di miglior calciatore della Premier League nell'edizione 2015-2016 e il titolo di capocannoniere del massimo campionato inglese nella stagione 2019-2020; si è inoltre classificato all'ottavo posto nella graduatoria del Pallone d'oro 2016.

## Biografia
Quando militava nelle serie dilettantistiche ha svolto numerosi lavori, tra cui anche il metalmeccanico in alcune fabbriche di Sheffield.
Quando era tesserato allo Stocksbridge Park Steels, a causa di una colluttazione in un pub con successiva condanna, è stato costretto per circa sei mesi a indossare, anche durante partite e allenamenti, una cavigliera elettronica.
Si sposa con Rebekah nel maggio 2016.

## Caratteristiche tecniche
Ottimo finalizzatore, è una prima punta versatile e molto rapida, dote che lo rende particolarmente efficace nelle ripartenze; è stato spesso elogiato per lo spirito di sacrificio e la forza caratteriale.

## Carriera

### Club

#### Gli esordi

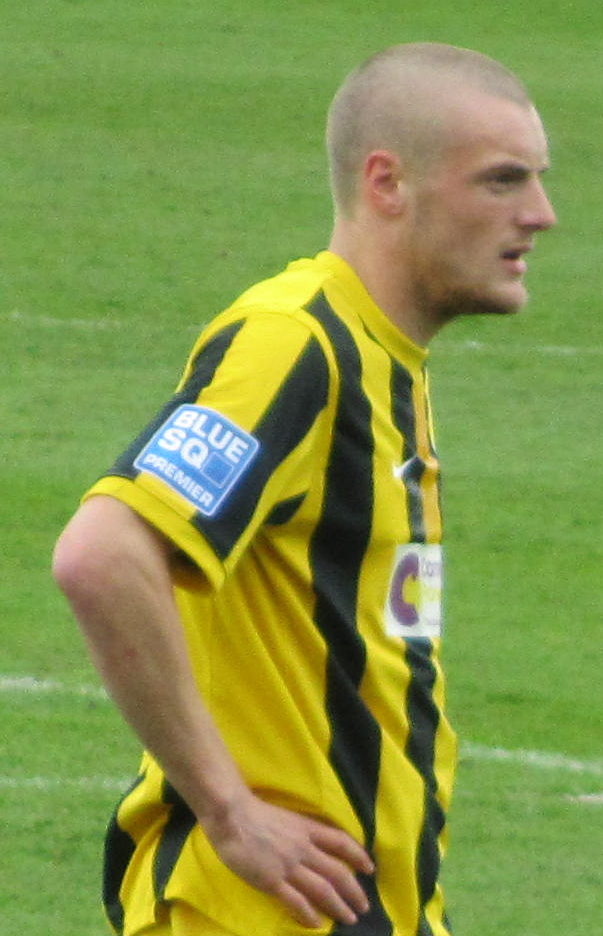
Vardy al Fleetwood Town nel 2012

Nato a Sheffield, South Yorkshire, Vardy ha iniziato la sua carriera a 16 anni nel settore giovanile dello Stocksbridge Park Steels dopo essere stato rilasciato dallo Sheffield Weds. Si fa strada nella squadra delle riserve e debutta in prima squadra nel 2007, dove guadagna 30£ a settimana, sotto la guida del manager Gary Marrow. Dopo un inizio di carriera impressionante, un certo numero di squadre di calcio della Lega si interessano a lui: nel 2009 trascorre una settimana in prova nella squadra Crewe Alexandra. Il passaggio di club non si concretizza e rifiuta inoltre un contratto a breve termine con il Rotherham Utd.
Nel giugno del 2010 Neil Aspin, manager dell'Halifax Town e ammiratore del talento di Vardy, lo acquista per la cifra di 15.000 £. Debutta il 21 agosto 2010 nella partita casalinga contro il Buxton, segnando il gol della vittoria in una partita conclusasi 2-1. Vardy ha avuto una prima stagione di successo con gli ”Shaymen": diventa infatti il capocannoniere del club con 25 reti e viene votato come miglior giocatore della stagione. I suoi gol aiutano la squadra ad assicurarsi il titolo della Northern Premier League della stagione 2010-2011. L'anno successivo inizia il campionato con 3 reti in 4 partite, prima di essere ceduto al Fleetwood Town.
Dopo poco più di un anno con l'Halifax, Vardy firma per la squadra Fleetwood Town, che milita nella Premier Conference, per una cifra non resa nota. Segna i suoi primi gol con la nuova squadra nella sua terza partita, il 3 settembre contro il Kettering Town, in una vittoria per 3-2. Nel corso della stagione stabilisce un record personale, andando a segno per 6 partite consecutive. Vince inoltre il premio come miglior giocatore della Premier Conference per il mese di novembre. Il 14 aprile il Fleetwood vince il titolo della Premier Conference e ottiene per la prima volta della sua storia la promozione nella Football League. Termina la stagione con 31 reti, diventando così il capocannoniere della Conference Premier.

#### Leicester City

##### Dalla Championship alla vittoria della Premier League (2012-2016)

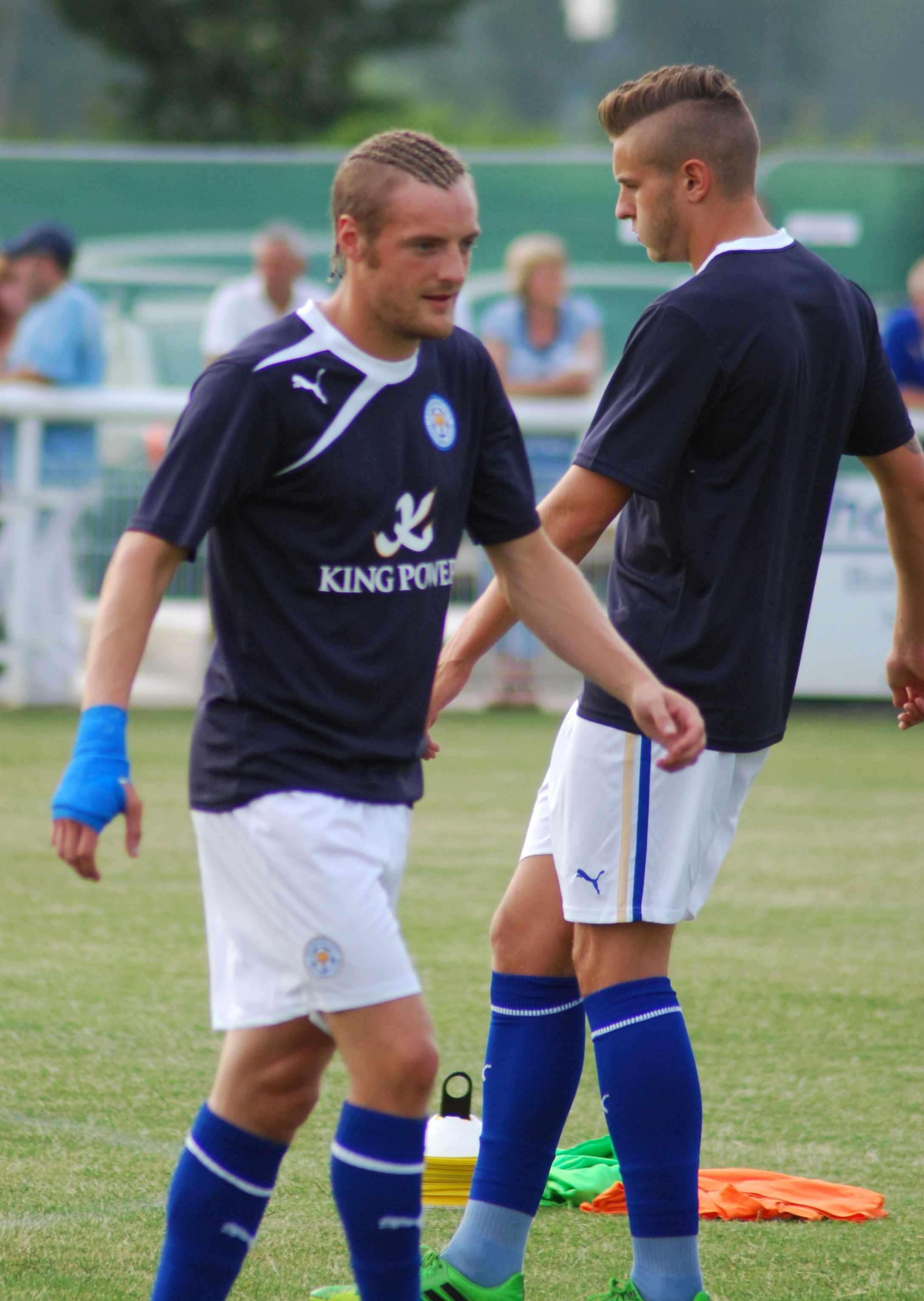
Vardy in allenamento con il Leicester City nel precampionato 2013-2014

Il 1º luglio 2012 viene acquistato dal Leicester City, squadra militante nella Championship, per un milione di sterline: mai, fino a quel momento, un calciatore militante nel calcio dilettantistico inglese era stato pagato una cifra così alta. Nella sua prima stagione totalizza 29 presenze e 5 gol.
Nella stagione 2013-2014 trascina le Foxes alla promozione in Premier League e alla vittoria della Football League Championship, grazie ai 16 gol segnati in 37 partite di campionato.
Il 31 agosto 2014 esordisce in massima serie, nella partita pareggiata per 1-1 contro l'Arsenal. Il 21 settembre seguente realizza la sua prima rete in Premier League, nella vittoria per 5-3 contro il Manchester Utd. Termina la prima stagione di campionato con 34 presenze e 5 gol, oltre a 2 presenze in FA Cup.

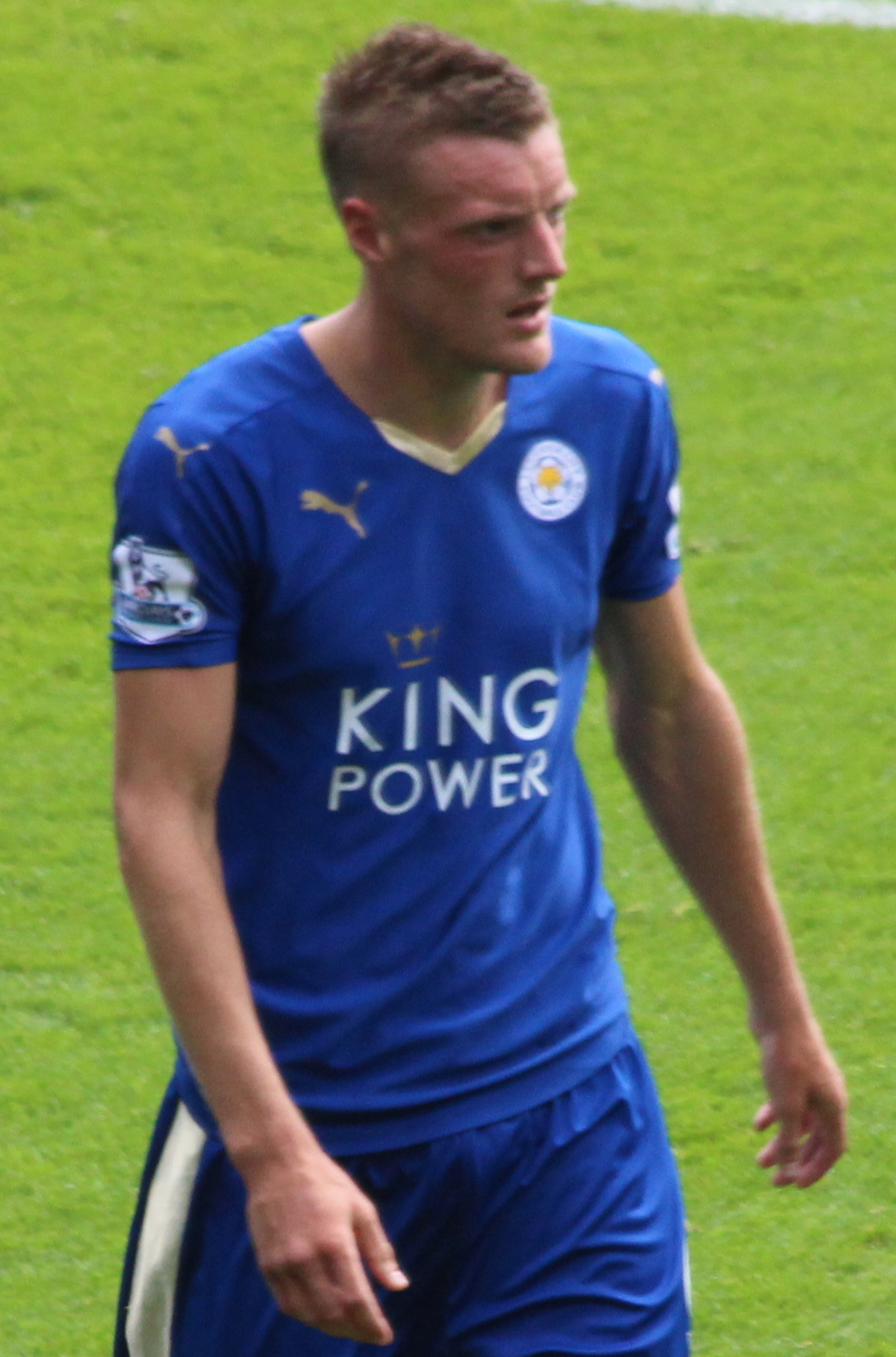
Vardy nel 2015-2016, stagione conclusasi con la vittoria del campionato, il primo nella storia delle Foxes.

Nella stagione 2015-2016 la guida del Leicester City passa al tecnico italiano Claudio Ranieri. Vardy trova molto spazio nelle strategie di gioco del nuovo allenatore: va a segno per undici partite di campionato consecutive (13 reti realizzate), superando il record di gol segnati in partite consecutive di Premier League appartenente a Ruud van Nistelrooij, e conclude la stagione con 24 reti in 35 presenze in campionato, secondo solo al centravanti del Tottenham Harry Kane. Nella stessa stagione Vardy trascina il Leicester City in vetta alla classifica, dapprima portandola alla qualificazione alla fase a gironi della UEFA Champions League, poi, grazie al pareggio fra Chelsea e Tottenham, a una clamorosa vittoria del titolo di campione d'Inghilterra.
Inserito, insieme ai compagni di squadra Wes Morgan, N'Golo Kanté e Riyad Mahrez, nella Squadra dell'anno della Premier League, si aggiudica, qualche giorno più tardi, il premio Calciatore dell'anno della Premier League. A corollario, raggiunge l'ottava posizione nella graduatoria del Pallone d'oro 2016, con 11 punti.

##### Gli anni post-titolo (2016-2019)
Nella stagione 2016-2017, condizionata dall'impegno in UEFA Champions League, il Leicester delude in campionato. Il 10 dicembre 2016 Vardy riesce a siglare una tripletta contro il Manchester City (4-2), dopo un lungo periodo senza reti. Il 22 febbraio 2017 trova la sua prima rete nelle competizioni europee nella partita persa per 2-1 con il Siviglia, valevole per l'andata degli ottavi di finale di Champions. Successivamente, con l'esonero di Claudio Ranieri e l'arrivo di Craig Shakespeare, il Leicester City si riprende anche in campionato, concludendo la stagione in crescendo. Negli ultimi tre mesi stagionali Vardy disputa 11 partite e realizza 8 gol, che lo fanno arrivare a quota 13 marcature in campionato. Va in gol anche nel quarto di finale di ritorno contro l'Atlético Madrid, squadra che tuttavia elimina gli inglesi.

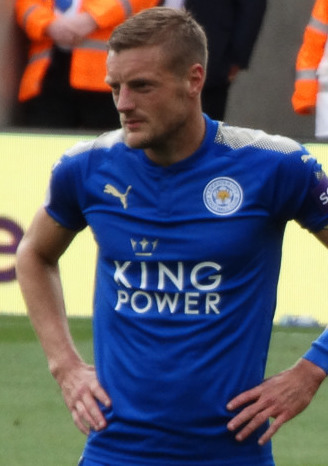
Vardy al Leicester City nel 2017

Nella stagione 2017-2018 inizia con una doppietta nella partita persa per 4-3 sul campo dell'Arsenal alla prima giornata di campionato. Ad ottobre ottiene la duecentesima presenza con il club, in casa contro il West Bromwich, e segna, in casa contro l'Everton, il primo gol nella prima partita della gestione di Claude Puel, nominato nuovo allenatore del Leicester City qualche giorno prima. A dicembre realizza la sua cinquantesima rete in Premier League, contro il Manchester Utd. Con la doppietta all'ultima giornata sul campo del Tottenham (vittorioso per 5-4), raggiunge i 20 gol in Premier League. Il totale di reti stagionale è di 23 in 42 presenze. Vince il premio "Gol della stagione della BBC" per la pregevole rete realizzata contro il West Bromwich.
Esordisce nella stagione 2018-2019 subentrando dalla panchina nella partita persa per 2-1 sul campo del Manchester Utd, realizzando un gol al 2' di recupero. Nel marzo 2019 segna il suo centesimo gol con la maglia del Leicester City, in occasione della doppietta realizzata in casa contro il Fulham, battuto per 3-1. Il 28 aprile seguente, con la doppietta nella vittoriosa gara casalinga contro l'Arsenal (3-0), si porta a quota 100 reti con la maglia delle Foxes in Premier League. I suoi gol totali saranno 18 in 36 presenze stagionali.

##### Il titolo di capocannoniere, i trionfi in Coppa d'Inghilterra e Community Shield (2019-2022)

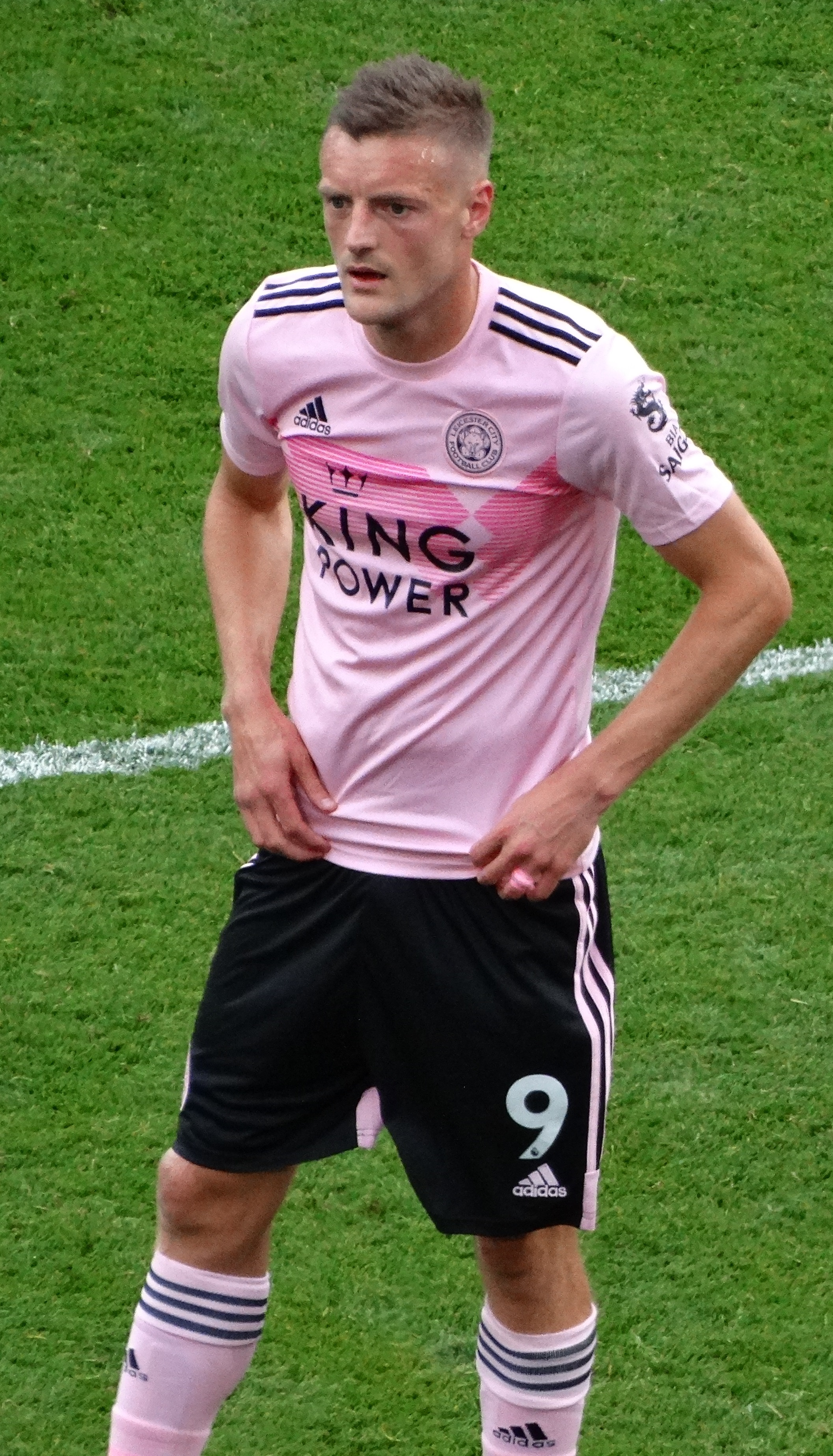
Vardy con le Foxes nel 2019

La stagione 2019-2020 vede Vardy in forma realizzativa ancora migliore. Il 4 luglio, dopo la ripresa del campionato, interrotto qualche mese prima per via della pandemia di COVID-19, segna il centesimo e il centunesimo gol in Premier League, contro il Crystal Palace, battuto per 3-0. Diviene così, all'età di 33 anni, il primo calciatore del Leicester City a mettere a segno 100 gol in Premier League e il ventinovesimo giocatore nella storia del torneo a tagliare questo traguardo, nonché il più anziano debuttante in Premier League (all'età di 27 anni e 232 giorni) a riuscire nell'impresa. Con 23 reti si laurea capocannoniere della Premier League per la prima volta in carriera, il più anziano giocatore a ottenere questo titolo.
Nella stagione 2020-2021 mette a segno nove reti nelle prime dieci partite di campionato, realizzando una doppietta alla prima giornata al The Hawthorns, nella vittoria per 0-3 contro il West Bromwich, e una tripletta alla terza, nella vittoria per 2-5 contro il Manchester City nella trasferta al City of Manchester Stadium. L'8 ottobre 2020, dopo aver segnato al 90' la rete della vittoria contro lo Sheffield Utd, esulta distruggendo in scivolata l'asta della bandierina d'angolo, che nell'occasione portava i colori arcobaleno, per celebrare l'avvio dell'annuale campagna Rainbow Laces, appoggiata dalla FA, per contrastare l'omofobia nello sport: regala quindi la stessa bandierina con un messaggio di sostegno al Foxes Pride, gruppo di tifosi LGBT della squadra, vittima di commenti omofobi sui social network, il giorno successivo all'esultanza – così smentendo chi, strumentalizzando, attribuiva al gesto di esultanza un significato di dissenso rispetto al riconoscimento dei diritti delle persone LGBT. Il 15 maggio 2021 disputa la finale di FA Cup, vinta per 1-0 dal Leicester City contro il Chelsea, e diviene il primo calciatore ad aver giocato in ogni turno della competizione, inclusi i turni preliminari.
La stagione 2021-2022 inizia con la vittoria del Community Shield per 1-0 sul Manchester City. Subisce uno stop di due mesi a causa di un infortunio al tendine del ginocchio. Torna per il match contro il Burnley, dove segna una rete, accompagnandola con un'esultanza provocatoria verso gli avversari.

##### La retrocessione, l'immediato ritorno in Premier League e l'addio (2022-2025)
Nella stagione 2022-2023 diventa il primo giocatore nella storia della Premier a raggiungere 100 goal segnati dopo i 30 anni, grazie alla rete nel vittorioso match contro Wolverhampton (0-4). Terminerà la stagione con 6 marcature tra tutte le competizioni, che non basteranno per salvare il Leicester City dalla retrocessione decretata all'ultima giornata.
L'anno successivo, in Championship, grazie ai suoi 18 gol contribuisce a riportare subito le Foxes in massima serie. Tuttavia il ritorno in Premier League, sotto la guida di Steve Cooper prima e di Ruud van Nistelrooij poi, non è dei migliori: le Foxes, nonostante i 7 gol e i 2 assist realizzati da Vardy, retrocedono nuovamente, con cinque giornate di anticipo.
Il 24 aprile 2025 annuncia l'addio al club dopo tredici anni, ultimo reduce delle Foxes campioni d'Inghilterra del 2016. Il 18 maggio seguente, contro l'Ipswich Town, segna il 200º e ultimo gol per il Leicester City, alla sua 500ª e ultima partita con la squadra.

### Nazionale

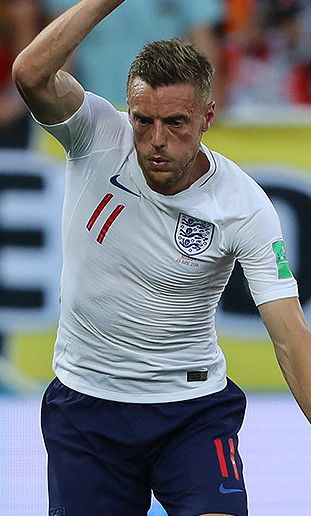
Vardy con la nazionale inglese al

Il 7 giugno 2015, a 28 anni, ha fatto il suo esordio con la maglia della nazionale inglese, convocato dal commissario tecnico Roy Hodgson per l'amichevole pareggiata per 0-0 contro l'Irlanda, subentrando a Wayne Rooney al 75' di gioco. Il 26 marzo 2016, nella sua quinta presenza in nazionale, realizza il suo primo gol contro la Germania con un colpo di tacco al volo, portando l'Inghilterra sul momentaneo 2-2; la partita finirà 3-2 per la sua squadra.
Hodgson lo inserisce nella lista dei convocati per il campionato d'Europa 2016 in Francia. Segna il suo primo gol, nei minuti di recupero, nella competizione continentale nel derby britannico contro il Galles vinto per 2-1. L'Inghilterra passerà poi il girone come seconda, dietro proprio ai gallesi, per poi essere a sorpresa eliminata dall'Islanda per 2-1.
Viene convocato dal commissario tecnico Gareth Southgate per il campionato del mondo 2018 in Russia, dove colleziona cinque presenze, nel percorso che porta la nazionale inglese fino alle semifinali. Nell'agosto successivo annuncia il proprio ritiro dalla nazionale, dichiarando che risponderà a eventuali convocazioni solo in caso di estrema necessità – eventualità che non si concretizzerà.

## Statistiche
Tra club e nazionale maggiore, Jamie Vardy ha collezionato 724 presenze segnando 324 reti, con una media di 0.45 gol a partita.

### Presenze e reti nei club
Statistiche aggiornate al 18 maggio 2025.
| Stagione                 | Squadra                  | Campionato               | Campionato | Campionato | Coppe nazionali | Coppe nazionali | Coppe nazionali | Coppe continentali | Coppe continentali | Coppe continentali | Altre coppe   | Altre coppe | Altre coppe | Totale | Totale |
| Stagione                 | Squadra                  | Comp                     | Pres       | Reti       | Comp            | Pres            | Reti            | Comp               | Pres               | Reti               | Comp          | Pres        | Reti        | Pres   | Reti   |
| ------------------------ | ------------------------ | ------------------------ | ---------- | ---------- | --------------- | --------------- | --------------- | ------------------ | ------------------ | ------------------ | ------------- | ----------- | ----------- | ------ | ------ |
| 2005-2006                | Stocksbridge P.S.        | NPL                      | -          | -          | -               | -               | -               | -                  | -                  | -                  | SH            | 1           | 0           | 1      | 0      |
| 2006-2007                | Stocksbridge P.S.        | NPL                      | 3          | 0          | FACup           | 1               | 0               | -                  | -                  | -                  | -             | -           | -           | 4      | 0      |
| 2007-2008                | Stocksbridge P.S.        | NPL                      | 29         | 10         | FACup           | 3               | 1               | -                  | -                  | -                  | FT+NPL+NPL+SH | 1+2+1+1     | 1+0+2+0     | 37     | 14     |
| 2008-2009                | Stocksbridge P.S.        | NPL                      | 33+2       | 16+1       | FACup           | 2               | 1               | -                  | -                  | -                  | FT+NPL+NPL+SH | 3+2+1+4     | 3+0+0+1     | 47     | 22     |
| 2009-2010                | Stocksbridge P.S.        | NPL                      | 23         | 14         | FACup           | 1               | 2               | -                  | -                  | -                  | NPL+SH        | 1+1         | 1+2         | 26     | 19     |
| Totale Stocksbridge P.S. | Totale Stocksbridge P.S. | Totale Stocksbridge P.S. | 88+2       | 40+1       |                 | 7               | 4               |                    | -                  | -                  |               | 18          | 10          | 115    | 55     |
| 2010-2011                | Halifax Town             | NPL                      | 33         | 23         | FACup+CdL       | 3+0             | 1+0             | -                  | -                  | -                  | FT            | 1           | 1           | 37     | 25     |
| ago. 2011                | Halifax Town             | CLN                      | 4          | 3          | FACup+CdL       | 0+0             | 0+0             | -                  | -                  | -                  | -             | -           | -           | 4      | 3      |
| Totale Halifax Town      | Totale Halifax Town      | Totale Halifax Town      | 37         | 26         |                 | 3+0             | 1+0             |                    | -                  | -                  |               | 1           | 1           | 41     | 28     |
| 2011-2012                | Fleetwood Town           | CLP                      | 36         | 31         | FACup+CdL       | 6+0             | 3+0             | -                  | -                  | -                  | -             | -           | -           | 42     | 34     |
| 2012-2013                | Leicester City           | FLC                      | 26         | 4          | FACup+CdL       | 2+1             | 0+1             | -                  | -                  | -                  | -             | -           | -           | 29     | 5      |
| 2013-2014                | Leicester City           | FLC                      | 37         | 16         | FACup+CdL       | 1+3             | 0+0             | -                  | -                  | -                  | -             | -           | -           | 41     | 16     |
| 2014-2015                | Leicester City           | PL                       | 34         | 5          | FACup+CdL       | 2+0             | 0+0             | -                  | -                  | -                  | -             | -           | -           | 36     | 5      |
| 2015-2016                | Leicester City           | PL                       | 36         | 24         | FACup+CdL       | 1+1             | 0+0             | -                  | -                  | -                  | -             | -           | -           | 38     | 24     |
| 2016-2017                | Leicester City           | PL                       | 35         | 13         | FACup+CdL       | 2+1             | 0+0             | UCL                | 9                  | 2                  | CS            | 1           | 1           | 48     | 16     |
| 2017-2018                | Leicester City           | PL                       | 37         | 20         | FACup+CdL       | 3+2             | 2+1             | -                  | -                  | -                  | -             | -           | -           | 42     | 23     |
| 2018-2019                | Leicester City           | PL                       | 34         | 18         | FACup+CdL       | 0+2             | 0+0             | -                  | -                  | -                  | -             | -           | -           | 36     | 18     |
| 2019-2020                | Leicester City           | PL                       | 35         | 23         | FACup+CdL       | 1+4             | 0+0             | -                  | -                  | -                  | -             | -           | -           | 40     | 23     |
| 2020-2021                | Leicester City           | PL                       | 34         | 15         | FACup+CdL       | 4+0             | 0+0             | UEL                | 4                  | 2                  | -             | -           | -           | 42     | 17     |
| 2021-2022                | Leicester City           | PL                       | 25         | 15         | FACup+CdL       | 0+1             | 0+2             | UEL+UECL           | 4+2                | 0                  | CS            | 1           | 0           | 33     | 17     |
| 2022-2023                | Leicester City           | PL                       | 37         | 3          | FACup+CdL       | 2+3             | 0+3             | -                  | -                  | -                  | -             | -           | -           | 42     | 6      |
| 2023-2024                | Leicester City           | FLC                      | 35         | 18         | FACup+CdL       | 1+1             | 1+1             | -                  | -                  | -                  | -             | -           | -           | 37     | 20     |
| 2024-2025                | Leicester City           | PL                       | 35         | 9          | FACup+CdL       | 1+0             | 1+0             | -                  | -                  | -                  | -             | -           | -           | 36     | 10     |
| Totale Leicester City    | Totale Leicester City    | Totale Leicester City    | 440        | 183        |                 | 39              | 12              |                    | 19                 | 4                  |               | 2           | 1           | 500    | 200    |
| Totale carriera          | Totale carriera          | Totale carriera          | 601+2      | 280+1      |                 | 55              | 20              |                    | 19                 | 4                  |               | 21          | 12          | 698    | 283    |

### Cronologia presenze e reti in nazionale
| Cronologia completa delle presenze e delle reti in nazionale ― Inghilterra | Cronologia completa delle presenze e delle reti in nazionale ― Inghilterra | Cronologia completa delle presenze e delle reti in nazionale ― Inghilterra | Cronologia completa delle presenze e delle reti in nazionale ― Inghilterra | Cronologia completa delle presenze e delle reti in nazionale ― Inghilterra | Cronologia completa delle presenze e delle reti in nazionale ― Inghilterra | Cronologia completa delle presenze e delle reti in nazionale ― Inghilterra | Cronologia completa delle presenze e delle reti in nazionale ― Inghilterra |
| Data                                                                       | Città                                                                      | In casa                                                                    | Risultato                                                                  | Ospiti                                                                     | Competizione                                                               | Reti                                                                       | Note                                                                       |
| -------------------------------------------------------------------------- | -------------------------------------------------------------------------- | -------------------------------------------------------------------------- | -------------------------------------------------------------------------- | -------------------------------------------------------------------------- | -------------------------------------------------------------------------- | -------------------------------------------------------------------------- | -------------------------------------------------------------------------- |
| 7-6-2015                                                                   | Dublino                                                                    | Irlanda                                                                    | 0 – 0                                                                      | Inghilterra                                                                | Amichevole                                                                 | -                                                                          | 75’                                                                        |
| 5-9-2015                                                                   | Serravalle                                                                 | San Marino                                                                 | 0 – 6                                                                      | Inghilterra                                                                | Qual. Euro 2016                                                            | -                                                                          |                                                                            |
| 9-10-2015                                                                  | Londra                                                                     | Inghilterra                                                                | 2 – 0                                                                      | Estonia                                                                    | Qual. Euro 2016                                                            | -                                                                          | 82’                                                                        |
| 12-10-2015                                                                 | Vilnius                                                                    | Lituania                                                                   | 0 – 3                                                                      | Inghilterra                                                                | Qual. Euro 2016                                                            | -                                                                          | 79’                                                                        |
| 26-3-2016                                                                  | Berlino                                                                    | Germania                                                                   | 2 – 3                                                                      | Inghilterra                                                                | Amichevole                                                                 | 1                                                                          | 71’                                                                        |
| 29-3-2016                                                                  | Londra                                                                     | Inghilterra                                                                | 1 – 2                                                                      | Paesi Bassi                                                                | Amichevole                                                                 | 1                                                                          |                                                                            |
| 22-5-2016                                                                  | Manchester                                                                 | Inghilterra                                                                | 2 – 1                                                                      | Turchia                                                                    | Amichevole                                                                 | 1                                                                          |                                                                            |
| 2-6-2016                                                                   | Londra                                                                     | Inghilterra                                                                | 1 – 0                                                                      | Portogallo                                                                 | Amichevole                                                                 | -                                                                          | 66’                                                                        |
| 16-6-2016                                                                  | Lens                                                                       | Inghilterra                                                                | 2 – 1                                                                      | Galles                                                                     | Euro 2016 - 1º turno                                                       | 1                                                                          | 46’                                                                        |
| 20-6-2016                                                                  | Saint-Étienne                                                              | Slovacchia                                                                 | 0 – 0                                                                      | Inghilterra                                                                | Euro 2016 - 1º turno                                                       | -                                                                          |                                                                            |
| 27-6-2016                                                                  | Nizza                                                                      | Inghilterra                                                                | 1 – 2                                                                      | Islanda                                                                    | Euro 2016 - Ottavi di finale                                               | -                                                                          | 60’                                                                        |
| 8-10-2016                                                                  | Londra                                                                     | Inghilterra                                                                | 2 – 0                                                                      | Malta                                                                      | Qual. Mondiali 2018                                                        | -                                                                          | 74’                                                                        |
| 11-11-2016                                                                 | Londra                                                                     | Inghilterra                                                                | 3 – 0                                                                      | Scozia                                                                     | Qual. Mondiali 2018                                                        | -                                                                          | 74’                                                                        |
| 15-11-2016                                                                 | Londra                                                                     | Inghilterra                                                                | 2 – 2                                                                      | Spagna                                                                     | Amichevole                                                                 | 1                                                                          | 67’                                                                        |
| 22-3-2017                                                                  | Dortmund                                                                   | Germania                                                                   | 1 – 0                                                                      | Inghilterra                                                                | Amichevole                                                                 | -                                                                          | 70’                                                                        |
| 26-3-2017                                                                  | Londra                                                                     | Inghilterra                                                                | 2 – 0                                                                      | Lituania                                                                   | Qual. Mondiali 2018                                                        | 1                                                                          | 60’                                                                        |
| 1-9-2017                                                                   | Ta' Qali                                                                   | Malta                                                                      | 0 – 4                                                                      | Inghilterra                                                                | Qual. Mondiali 2018                                                        | -                                                                          | 69’                                                                        |
| 11-11-2017                                                                 | Londra                                                                     | Inghilterra                                                                | 0 – 0                                                                      | Germania                                                                   | Amichevole                                                                 | -                                                                          | 86’                                                                        |
| 14-11-2017                                                                 | Londra                                                                     | Inghilterra                                                                | 0 – 0                                                                      | Brasile                                                                    | Amichevole                                                                 | -                                                                          | 75’                                                                        |
| 23-3-2018                                                                  | Amsterdam                                                                  | Paesi Bassi                                                                | 0 – 1                                                                      | Inghilterra                                                                | Amichevole                                                                 | -                                                                          | 68’                                                                        |
| 27-3-2018                                                                  | Londra                                                                     | Inghilterra                                                                | 1 – 1                                                                      | Italia                                                                     | Amichevole                                                                 | 1                                                                          | 70’                                                                        |
| 7-6-2018                                                                   | Leeds                                                                      | Inghilterra                                                                | 2 – 0                                                                      | Costa Rica                                                                 | Amichevole                                                                 | -                                                                          | 61’                                                                        |
| 24-6-2018                                                                  | Nižnij Novgorod                                                            | Inghilterra                                                                | 6 – 1                                                                      | Panama                                                                     | Mondiali 2018 - 1º turno                                                   | -                                                                          | 63’                                                                        |
| 28-6-2018                                                                  | Kaliningrad                                                                | Inghilterra                                                                | 0 – 1                                                                      | Belgio                                                                     | Mondiali 2018 - 1º turno                                                   | -                                                                          |                                                                            |
| 3-7-2018                                                                   | Mosca                                                                      | Colombia                                                                   | 1 – 1 dts (3 – 4 dtr)                                                      | Inghilterra                                                                | Mondiali 2018 - Ottavi di finale                                           | -                                                                          | 88’                                                                        |
| 11-7-2018                                                                  | Mosca                                                                      | Croazia                                                                    | 2 – 1 dts                                                                  | Inghilterra                                                                | Mondiali 2018 - Semifinale                                                 | -                                                                          | 112’                                                                       |
| Totale                                                                     |                                                                            | Presenze                                                                   | 26                                                                         |                                                                            | Reti                                                                       | 7                                                                          |                                                                            |

### Record
- Calciatore ad aver realizzato almeno un gol in più partite consecutive di Premier League (11).
- Calciatore più anziano ad aver vinto la classifica dei marcatori di Premier League (33 anni).

## Palmarès

### Club
- Northern Premier League: 1

Halifax Town: 2010-2011
- Conference League Premier: 1

Fleetwood Town: 2011-2012
- Campionato inglese di seconda divisione: 2

Leicester City: 2013-2014, 2023-2024
- Campionato inglese: 1

Leicester City: 2015-2016
- Coppa d'Inghilterra: 1

Leicester City: 2020-2021
- Community Shield: 1

Leicester City: 2021

### Individuale
- Miglior calciatore della Premier League: 1

2015-2016
- Capocannoniere della Premier League: 1

2019-2020 (23 reti)

## Opere
- Dal nulla: La mia storia, con Stuart James, Giunti, 2016, ISBN 978-88-587-7409-0.